# José Humberto Quintero Parra
José Humberto Quintero Parra (Mucuchíes, 22 settembre 1902 – Caracas, 8 luglio 1984) è stato un cardinale e arcivescovo cattolico venezuelano.

## Biografia
Papa Giovanni XXIII lo elevò al rango di cardinale nel concistoro del 16 gennaio 1961.

## Genealogia episcopale e successione apostolica
La genealogia episcopale è:
- Cardinale Scipione Rebiba
- Cardinale Giulio Antonio Santori
- Cardinale Girolamo Bernerio, O.P.
- Arcivescovo Galeazzo Sanvitale
- Cardinale Ludovico Ludovisi
- Cardinale Luigi Caetani
- Cardinale Ulderico Carpegna
- Cardinale Paluzzo Paluzzi Altieri degli Albertoni
- Papa Benedetto XIII
- Papa Benedetto XIV
- Cardinale Enrico Enriquez
- Arcivescovo Manuel Quintano Bonifaz
- Cardinale Buenaventura Córdoba Espinosa de la Cerda
- Cardinale Giuseppe Maria Doria Pamphilj
- Papa Pio VIII
- Papa Pio IX
- Cardinale Alessandro Franchi
- Cardinale Giovanni Simeoni
- Cardinale Antonio Agliardi
- Cardinale Basilio Pompilj
- Cardinale Adeodato Piazza, O.C.D.
- Cardinale José Humberto Quintero Parra

La successione apostolica è:
- Arcivescovo Miguel Antonio Salas Salas, C.I.M. (1961)
- Vescovo José Léon Rojas Chaparro (1961)
- Arcivescovo Luis Eduardo Henríquez Jiménez (1962)
- Vescovo Feliciano González Ascanio (1962)
- Vescovo Rafael Grovas Felix (1965)
- Vescovo Constantino Maradei Donato (1965)
- Vescovo Jesús Maria Pellin (1965)
- Vescovo Francisco de Guruceaga Iturriza (1967)
- Vescovo Marcial Augusto Ramírez Ponce (1967)
- Arcivescovo Ramón Ovidio Pérez Morales (1971)
- Arcivescovo Medardo Luis Luzardo Romero (1972)
- Cardinale Rosalio José Castillo Lara, S.D.B. (1973)
- Arcivescovo Tulio Manuel Chirivella Varela (1974)
- Arcivescovo Alfredo José Rodríguez Figueroa (1974)
- Vescovo Pío Bello Ricardo, S.I. (1977)
- Vescovo José Joaquín Troconis Montiel (1978)
- Vescovo Miguel Delgado Avila, S.D.B. (1979)
- Vescovo José Vicente Henriquez Andueza, S.D.B. (1980)